# Dominique Pinon
Dominique Pinon (n. 4 martie 1955, Saumur, Saumur Val de Loire⁠(d), Franța) este un actor francez. Este cunoscut îndeosebi pentru rolurile jucate în filmele regizate de  Jean-Pierre Jeunet, în majoritatea filmelor jucând personaje excentrice sau grotești.

## Biografie
După ce a studiat la Facultatea de Arte din Poitiers, Dominique Pinon s-a mutat în Paris unde a intrat la Școala de artă dramatică Cours Simon⁠(d). În anul 1981, Pinon și-a făcut debutul în lumea cinematografiei cu filmul Diva, sub îndrumarerea regizorului Jean-Jacques Beineix.
A colaborat cu prestigioși regizori francezi precum Jean-Pierre Jeunet și Jean-Jacques Beineix. În teatru a lucrat sub conducerea unor nume precum Gildas Bourdet, Jorge Lavelli și Valère Novarina. Pe parcursul carierei a jucat și în trei filme a regizorului britanic Johannes Roberts.
A reușit performanța de a obține premiul Molière în anul 2004.
În anul 2011 a fost desemnat președintele juriului de la cea de a 2-a ediție a Festival International du Film fantastique d'Audincourt.